# Marija Batrakowa
Marija Stiepanowna Batrakowa (Diemidowa) (ros. Мария Степановна Батракова (Демидова), ur. 21 listopada 1922 w Petersburgu, zm. 16 czerwca 1997 tamże) – radziecka oficer, sanitariuszka, Bohater Związku Radzieckiego (1944).

## Życiorys
Do 1939 skończyła 10 klas szkoły, później uczyła się w technikum artystycznym, podczas wojny z Finlandią 1939-1940 ochotniczo wstąpiła do armii i została instruktorką sanitarną w 18 Dywizji Piechoty, uczestniczyła w działaniach wojennych w Karelii na północ od jeziora Ładoga. Później kontynuowała naukę w technikum artystycznym, od czerwca 1941 do lutego 1942 była instruktorką sanitarną pułku piechoty na Froncie Północnym (czerwiec-sierpień 1941) i Karelskim (sierpień 1941-luty 1942), w lutym 1942 została ciężko ranna i odesłana do szpitala w Czelabińsku. Od czerwca 1942 do sierpnia 1943 była instruktorką sanitarną pułku artylerii, a od sierpnia do lipca 1944 komsorgiem (organizatorem komsomolskim) batalionu w pułku piechoty na Froncie Północno-Zachodnim (czerwiec-listopad 1942), Stalingradzkim (listopad 1942-styczeń 1943), Południowym (styczeń-październik 1943), 4 (październik 1943-lipiec 1944) i 1 Ukraińskim (lipiec 1944). Brała udział w bitwie pod Stalingradem, operacji rostowskiej, donbaskiej, melitopolskiej, nikopolsko-krzyworoskiej, biereznegowato-snigiriowskiej, odeskiej i lwowsko-sandomierskiej, podczas której została kontuzjowana. Później została instruktorem działu komsomolskiego Wydziału Politycznego Leningradzkiej Armii Obrony Przeciwlotniczej, w sierpniu 1945 zwolniono ją do rezerwy z powodu stanu zdrowia. W 1993 otrzymała honorowe obywatelstwo Melitopola.

## Odznaczenia
- Złota Gwiazda Bohatera Związku Radzieckiego (19 marca 1944)
- Order Lenina (19 marca 1944)
- Order Wojny Ojczyźnianej I klasy (11 marca 1985)

I medale.